# Kamelija
Kamelia Vladimirova Veskova (Búlgaro: Камелия Владимирова Вескова), más conocida como Kamelija, es una cantante búlgara de pop-folk.

## Biografía

### Inicios
Kamelija nació el 10 de enero de 1971 en la ciudad de Čiprovci. Su debut a nivel musical se produjo como miembro de un coro de música tradicional polifónica, cuando tenía 11 años. A principios de los años 90, comenzó a dedicarse al mundo de la moda. En 1995 se presentó al certamen de belleza de Miss Bulgaria. Previamente había sido coronada Miss Čiprovci a nivel local, y Miss Montana a nivel provincial, y gracias a ello se convirtió en la imagen de la marca de moda Agropmostroj, compañía para la cual rodó un anunció estrenado en el mismo año.
En 1996 Kamelia volvió al mundo de la música, colocándose al frente de la orquesta "Vidin", con la cual publicó un sencillo titulado "Nikoga ne e imal ime". En 1997 la cantante abandonó la formación e inició así su carrera en solitario, dando comienzo a la preparación y grabación de su primer álbum.

### Carrera musical
El primer álbum de Kamelia, "Ogân momiče", apareció en 1998 y fue publicado por Payner Music, sello con el que ha trabajado desde entonces. El primer disco contenía canciones como "Grjah li e tova", una versión en búlgaro de un conocido tema de Svetlana Raznatovic y Ogân momiče. El álbum tuvo muy buenas ventas, llegando a alcanzar la barrera de las 90.000 copias. Esto dio un gran impulso a su carrera como modelo, multiplicando sus papeles en televisión para campañas publicitarias y haciendo que se presentara como una auténtica sex symbol al festival Pirin folk del año siguiente.
A principios del verano de 1999, y tras su actuación en el Pirin folk, Kameliaa publicó su segundo y más exitoso álbum, Zlatna ribka, que incluía canciones como "Njama šega", o "Samo tazi nošt. La cantante calificó su segundo álbum como más íntimo, maduro y personal. El disco llegó a alcanzar las 190.000 copias, superando en ventas a su trabajo de debut. Ello ratificó a la cantante como una de las grandes divas del Turbo-folk, junto con estrellas como Desi-Slava y Glorija, con la cual Kamelija ha mantenido una fuerte rivalidad profesional.
En 2001, la cantante publicó su primer Maxi Single, Kâde si ti. Este incluía cinco versiones diferentes de la misma canción, cuyo videoclip sería el primero en ser emitido en Televizia PLANETA, el canal musical con más audiencia de Bulgaria y solo superado en los Balcanes por Pink TV. A partir de entonces, Kamelia comenzaría a codearse con grandes nombres del Pop y el Pop-Folk balcánico, como son el búlgaro Slavi trifonov, el griego Sakis Koukos y el serbio, Dule Resavac, con el cual cantó una canción a dúo.
Aquel año, la vocalista participaría en el certamen Pirin Folk, junto con muchos cantantes de su discográfica.
En el 2002, después de cuatro años sin publicar un LP, Kameliaa, lanza al mercado su tercer álbum de estudio, que fue titulado; Nešto gorešto, que sería uno de los productos más masivamente promocionados por Payner Music en ese año. El primer sencillo extraído del álbum, fue: Redno ili neredno, que no tardó en sonar en las radios y los canales de televisión búlgaros, visualmente, el videoclip se estrenó en Televizia PLANETA, este sencillo, no tardó en alcanzar el número 1 de las listas de ventas de Bulgaria. La siguiente canción promocionada del álbum sería la balada "Zaleza i zorata", que sería radiada a partir de mediados del año 2002 y que en agosto, en la primera edición de los premios PLANETA, sería galardonada como mejor canción del año. El tercer sencillo del disco fue el tema "Iskaš da se vârna"
En noviembre del año siguiente, la cantante preparó una gira internacional para la diáspora búlgara, cuya primera parada sería en Londres, donde realizó un concierto que logró, contra todo pronóstico, reunir a más de cuatrocientas personas, lo cual es indicativo de la popularidad de la cantante entre los ciudadanos búlgaros que viven fuera de su país natal. Con este éxito, Kamelia logró que su tercer álbum de estudio fuera reconocido como producto musical más importante del año, de este modo, Nešto gorešto consiguió vender más de 65.000 copias, una cifra, de todas formas, más baja de lo habitual debido a la crisis de la industria discográfica mundial.
En febrero del 2004, la cantante, con una nueva imagen y nuevos colaboradores, publicaría Prezareždane, su cuarto álbum de estudio, cuyo primer sencillo sería "Strelkite spirat", que tuvo un éxito arrollador, sobre todo, como de costumbre en Televizija Planeta. Posteriormente, la cantante, posó para la revista Playboy, convirtiéndose así en la primera cantante búlgara en ser portada de esta revista, para la cual realizó también una entrevista.
Este año, la intérprete, se sumaría, junto a otras estrellas de Payner Music como Gloria, Anelia, Andrea, Gergana y Emilia entre otras, a la gira nacional PLANETA PAYNER, que comenzó en la capital Sofía y que llenó estadios en toda Bulgaria, llegando a reunir a más de 300.000 espectadores.
A pesar de todo, Prezareždane, no logró alcanzar el éxito esperado, por lo tanto, este sería el álbum menos vendido de Kamelia.
El 29 de junio del 2005, Kamelia publicaría su nuevo álbum, Ima ljubov, un álbum que se caracteriza por ser más lírico e intimista que los anteriores y en el cual, la cantante, a pesar de que mantuviera su estilo Pop-folk, comenzaría de nuevo a hacer incursiones en la música folk. entre los éxitos que se extrajeron del álbum, destacan "Ti ela", "Lud kupon da zavârtim", "Kato živa rana" y "V sârceto si mi ti".
Para la grabación de este álbum, la cantante contaría con la producción de Ljubomir Ilarinov, y como de costumbre el álbum, fue masivamente promocinado por Payner Music que junto con su canal de televisión, Televizia PLANETA, invitó de nuevo a Kamelia a participar en la gira PLANETA PAYNER 2005. Tras el final de esta gira, la cantante de nuevo se embarcaría en una gira internacional.
A nivel comercial, el álbum, consiguió mejores ventas que su trabajo anterior, pero no llegó a recuperar el nivel de ventas que consiguió tres años atrás con "Nešto gorešto".
En el año 2006, Kamelia publica su primer recopilatorio, Single best collection, a la par que continuaría con la publicación de nuevos singles hasta el 2007. En el año 2008, la cantante publicó el álbum Nikotin, que aparecería solamente por internet sin aparecer físicamente en el mercado búlgaro, y dos años después anunciaría un nuevo trabajo llamado Proekt Trinadeset, cuyo sencillo de presentación sería la canción: Kak da te zabravja.

## Discografía
- 1998: Ogân momiče
- 1999: Zlatna ribka
- 2001: Kâde si ti
- 2002: Nešto gorešto
- 2004: Prezareždane
- 2005: Ima ljubov
- 2008: Nikotin
- 2010: Proekt trinadeset

### Recopilatorios
- Single best collection

### DVD
- Kamelia 2004